# 静岡市立清水病院
静岡市立清水病院（しずおかしりつしみずびょういん）は静岡市清水区にある医療機関。静岡市が運営する市立病院である。

## 沿革
- 1933年（昭和8年）10月 - 伝染病院として清水市立病院（元清見潟病院）を開設
- 1934年（昭和9年）5月 - 清水診療所（本病院の前身）を開設
- 1941年（昭和16年）5月 - 市立清水病院竣工
- 1945年（昭和20年）7月 - 戦災により焼失
- 1947年（昭和22年）11月 - 旧軍兵舎の払い下げを受け、松原町に開院
- 1958年（昭和33年）10月 - 清水市立清水総合病院に改称
- 1989年（平成元年）5月 - 現在地に清水市立病院開院
- 2003年（平成15年）4月 - 合併により静岡市立清水病院に改称

## 診療科
- 内科
- 腎臓内科
- 血液内科
- 神経内科
- 呼吸器内科
- 消化器内科
- 循環器内科
- 糖尿内科
- 小児科
- 精神科
- 外科
- 整形外科
- 脳神経外科
- [[呼吸器外科
- 皮膚科
- 形成外科
- 泌尿器科
- 産婦人科
- 乳腺外科
- 消化器外科
- 血管外科
- 眼科
- 耳鼻咽喉科
- 口腔外科
- リハビリテーション科
- 放射線診断科
- 放射線治療科
- 麻酔科
- 病理診断科
- 救急センター

## 学会認定施設
出典
| 呼吸器外科専門医合同委員会専門研修連携施設   | 小児科領域専門研修プログラム連携施設         |
| 日本アレルギー学会認定教育施設 呼吸器内科    | 日本アレルギー学会認定准教育施設 小児科      |
| 日本医学放射線学会放射線専門医修練機関       | 日本眼科学会一般研修施設                     |
| 日本環境感染学会教育施設                     | 日本感染症学会認定研修施設                   |
| 日本肝臓学会特別連携施設                     | 日本がん治療認定医機構認定研修施設           |
| 日本救急医学会救急科専門医指定施設           | 日本外科学会外科専門医制度修練施設           |
| 日本外科感染症学会外科周術期感染管理教育施設 | 日本口腔外科学会認定研修施設                 |
| 日本顎顔面インプラント学会認定准研修施設     | 日本口腔顔面痛学会研修施設                   |
| 日本口腔内科学会研修施設                     | 日本口腔ケア学会認定施設                     |
| 日本呼吸器学会認定施設                       | 日本呼吸器内視鏡学会専門医制度認定施設       |
| 日本産科婦人科学会専門医専攻医指導施設       | 日本周産期・新生児医学会周産期専門医認定施設 |
| 日本女性医学学会専門医制度認定研修施設       | 日本消化器外科学会専門医指定修練施設         |
| 日本消化器内視鏡学会指導施設                 | 日本消化器病学会認定施設                     |
| 日本静脈経腸栄養学会ＮＳＴ稼働認定施設       | 日本整形外科学会専門医制度研修施設           |
| 日本大腸肛門病学会認定施設                   | 日本東洋医学会研修施設                       |
| 日本内科学会認定教育施設                     | 日本認知症学会教育施設                       |
| 日本脳神経外科学会専門医訓練施設A項指定施設  | 日本脳卒中学会研修教育病院                   |
| 日本脳卒中学会一次脳卒中センター             | 日本泌尿器学会専門教育施設                   |
| 日本麻酔科学会研修施設                       | 日本輸血細胞治療学会Ｉ＆Ａ認定施設           |
| 日本病理学会研修登録施設                     | 日本臨床細胞学会認定施設                     |
| 日本循環器学会認定専門医研修施設             | 認定輸血検査技師研修指定施設                 |
| 認定臨床微生物検査技師研修施設               |                                              |

## アクセス
最寄り停留所名は、｢静岡市立清水病院｣。運行事業者はしずてつジャストライン。

清水駅前からバスでいずれも約20分、新清水駅からバスで約15分。
| 路線名       | 系統番号 | 経由地 | 行先     | 備考                             |
| ------------ | -------- | --- | -------- | -------------------------------- |
| 港南線       | 224      | 殿沢 | 忠霊塔前 |                                  |
| 港南線       | 224      | 鉄舟寺・向田町・桜ヶ丘・万世町・新清水                                                                                                 | 清水駅   |                                  |
| 市立病院線   | 236      | 鉄舟寺・向田町・神田町・大坪二丁目・浜田町・新清水                                                                                     | 清水駅   |                                  |
| 山原梅蔭寺線 | 232      | 日本平運動公園入口・日立工場前・日立工場入口・村松原・梅蔭寺・万世町・新清水                                                           | 清水駅   | 日祝日は運行なし                 |
| 山原梅蔭寺線 | 232      | 日本平運動公園入口・日立工場前・日立工場入口・村松原・梅蔭寺・万世町・新清水・清水駅・一中前・秋葉前・高橋・高橋中・下野・山原下・山原 | 山原     |                                  |
| 山原梅蔭寺線 | 232      | 忠霊塔前・駒越西・増出荷組合前 | 久能山下 |                                  |
| 三保草薙線   | 260      | 妙音寺・狐ヶ崎駅前・一里山焼津信用金庫前・草薙駅前・つつじヶ丘団地入口・草薙団地入口                                                   | 草薙団地 | 平日のみの運行、県立大学経由あり |
| 三保草薙線   | 260      | 忠霊塔前・駒越東 | 折戸車庫 | 平日のみの運行                   |

車、東名高速道路 清水ICから南西に約7kmで約20分。
普通車、有料駐車場あり。受診者は無料。